# اسپرتسمن ایکر (اکلاهما)
اسپرتسمن ایکر(به انگلیسی: Sportsmen Acres) شهری در ایالت اکلاهما کشور ایالات متحده آمریکا است که جمعیت آن در سرشماری سال ۲۰۱۰ میلادی، ۳۲۲ نفر بوده‌است.